# Club de Rugby Liceo Francés
El Club de Rugby Liceo Francés de Madrid es un club de rugby español de Madrid. Fue fundado en 1968 en el seno del Liceo Francés de Madrid. Aunque tiene entidad propia utiliza el estadio y las instalaciones del colegio en Hortaleza.Desde la temporada 2025/26, vuelve a competir en la máxima categoría del rugby nacional.

## Historia
La práctica del rugby en el Liceo Francés de Madrid se inició en 1968, coincidiendo con la inauguración de las instalaciones del colegio en el Parque del Conde de Orgaz, y gracias al impulso de Luis Abad, «Luisón». El 15 de julio de 1972 quedó constituido como un club con entidad jurídica propia, aunque siempre ha mantenido su vinculación directa con la institución educativa.
Empezó compitiendo en categorías provinciales y la temporada 1974-75 debutó en la Segunda División de la Liga Nacional. En 1978 se inauguró el Estadio Ramón Urtubi, de césped natural, ubicado en las instalaciones del colegio. La temporada 1980-81 pudo debutar de forma efímera en Primera División, gracias a una ampliación de la máxima categoría. 
Su primer gran éxito llegó el curso 1988-89, alcanzando la final de la Copa del Rey y proclamándose campeón de Primera Nacional, lo que le permitió ascender nuevamente a División de Honor. Los siguientes fueron los años dorados del club, con dos subcampeonatos de liga (1990-91 y 1992-93), otro subcampeonato de Copa (2001) y un título de la Copa FER (1996).
El Club de Rugby Liceo Francés es especialmente reconocido por su labor formativa. A lo largo de su historia ha logrado el título de campeón de España en las categorías júnior (1993 y 1994), juvenil (1992 y 1993), cadete (1991 y 2018), infantil (1994), alevín (1990), benjamín (2002) y prebenjamín (2005). El equipo juvenil fue, además, campeón de la Copa Ibérica (1992). En la actualidad el Liceo Francés cuenta con una veintena de equipos compitiendo en distintas categorías, siendo uno de los clubes de España con más licencias de jugadores. En sus filas se han formado numerosos jugadores internacionales, así como los actores Javier Bardem y Sergio Peris-Mencheta.
En el ámbito femenino el equipo fue campeón de la Copa de la Reina de rugby, máxima competición nacional, en dos ocasiones (1999 y 2000).
En la temporada 2024-25, tras 18 años (desde la temporada 2006-07) sin disputar la máxima categoría del rugby masculino español, el Liceo Francés consiguió el ascenso de la mano de Fernando Díez Molina tras ganar en la final al Gernika R. T. por 32 a 29.

## Palmarés

### Masculino
- División de Honor (0)
  - Subcampeón (2): 1991 y 1993
- División de Honor B (1): 2025
- Copa del Rey (0)
  - Subcampeón (2): 1989 y 2001
- Copa FER (1): 1996

### Femenino
- Copa de la Reina (2): 1999 y 2000